# الشيوعية في عشرين عاما

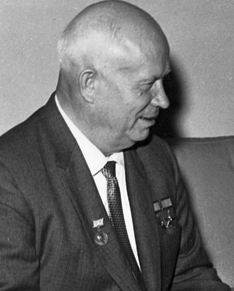
صورة لنيكيتا خرتشوف،

الشيوعية في 20 عامًا كانت شعارًا وضعه نيكيتا خروتشوف في المؤتمر الثاني والعشرين للحزب الشيوعي للاتحاد السوفيتي في عام 1961. اقتباس خروتشوف من خطابه في المؤتمر كان من هذه العبارة:«نحن نسترشد بدقة بالحسابات العلمية. وتظهر الحسابات أنه في غضون 20 عامًا سنبني بشكل أساسي مجتمعًا شيوعيًا». يشير الشعار إلى إنشاء مجتمع غير طبقي، بلا فقر، بلا دولة بدلًا من دولة ماركسية لينينية.
وعد خروتشوف في خطابه ببناء الشيوعية «بشكل رئيسي» بحلول عام 1980. كانت عبارة «الجيل الحالي من الشعب السوفيتي سيعيش في ظل الشيوعية» هي العبارة الأخيرة للبرنامج الجديد للحزب الشيوعي الذي تم تبنيه في المؤتمر.
«[شيء ما] سيبقى لقرون» هي عبارة مبتذلة روسية شائعة. يُنسب الشعار السياسي الأخير إلى كاتب الخطابات في الكرملين إليسار كوسكوف، الذي يُزعم أنه هزأ «هذا الشعار سيبقى لقرون»